# Chiềng Mai
Chiềng Mai là một xã thuộc huyện Mai Sơn, tỉnh Sơn La, Việt Nam.
Xã Chiềng Mai có diện tích 21,21 km², dân số năm 1999 là 3.608 người, mật độ dân số đạt 170 người/km².